# Марторано, Пауло
Пауло Марторано (порт.-браз. Paulo Martorano; 3 мая 1933, Гуара — 4 марта 2025) — бразильский футболист, вратарь.

## Карьера
Пауло родился в семье бизнесмена, его отец был владельцем предприятия, где производились и ремонтировались вагоны, телеги, кузова грузовиков, медные котелки и прочие вещи. Он начал играть в футбол в колледже Мариска. В возрасте 17 лет Пауло переехал в Кампинас, для продолжения обучения в колледже Атенеу Паулиста, где также продолжил играть в футбол. Вскоре игрок перешёл в молодёжную команду клуба «Гуарани». Откуда поднялся до основного состава команды в 1951 году. В одной из игр, где «Гуарани» противостоял «Палмейрас», игрок соперника Родригес Тату нанёс удар по воротам; Пауло поймал мяч, но упав на поле, больше не поднялся. Его отвезли в больницу, где обнаружили два сломанных ударом форварда ребра.
В 1956 году Пауло перешёл в «Сан-Паулу», где заменил в стартовом составе клуба Хосе Поя. 26 апреля того же года он стал первым вратарём, пропустившим гол от Пеле в официальной игре. Годом позже футболист выиграл с командой чемпионат штата. В клубе футболист играл до 1959 года, проведя 63 матча (29 побед, 17 ничьих и 17 поражений). Затем он перешёл в клуб «Комерсиал». Далее он продолжил карьеру в мексиканской команде «Оро», которую возглавил в 26 лет, став одним из самых молодых тренеров в мире. В сезоне 1961/1962 он стал главным тренером «Некаксы», однако когда два основных голкипера команды получили травмы, Пауло встал в ворота, проведя пять игр в основном составе.
В 1956 году Пауло был вызван в состав сборной Бразилии на чемпионат Южной Америки, но на поле не выходил. 16 июня 1957 года он дебютировал в футболке национальной команды в товарищеской игре с Португалией, где не пропустил ни одного мяча. Пауло стал первым игроком из «Гуарани», вышедшим на поле за сборную страны.
Завершив игровую карьеру, Пауло устроился на работу в Федеральную налоговую службу. Выйдя на пенсию, он открыл предприятие по продаже медицинского, больничного и стоматологического оборудования. Последние годы Пауло проживал в центре Рибейран-Прету. В 2021 году он заболел COVID-19, через 30 дней после получения второй прививки, но вскоре выздоровел.
Скончался 4 марта 2025 года в возрасте 91 года.

## Международная статистика
| Матч Пауло за сборную Бразилии | Матч Пауло за сборную Бразилии | Матч Пауло за сборную Бразилии | Матч Пауло за сборную Бразилии | Матч Пауло за сборную Бразилии | Матч Пауло за сборную Бразилии | Матч Пауло за сборную Бразилии |
| ------------------------------ | ------------------------------ | ------------------------------ | ------------------------------ | ------------------------------ | ------------------------------ | ------------------------------ |
| №                              | Дата                           | Место проведения               | Оппонент                       | Счёт                           | Пропущенные голы               | Турнир                         |
| 1                              | 16 июня 1957                   | Сан-Паулу                      | Португалия                     | 3:0                            | 0                              | Товарищеский матч              |

## Достижения
- Чемпион штата Сан-Паулу: 1957

## Личная жизнь
Пауло женат на Марии Элене. У них трое дочерей, Патрисия, Катя и Глаусия, и пять внуков.